# Canterra
Canterra ist eine Symphonic-Metal-Band aus Leipzig.

## Geschichte
Canterra wurde 2006 von Sängerin Korinna König und Gitarrist Hendrik Zantop unter dem Namen „Oleum“ gegründet. Bis zum Jahr 2009 variierte die Bandbesetzung, der mittlerweile in „Avatar“ umbenannten Gruppe. 2010 nahm die Band ihre erste EP Echoes of Fear auf, verlegte die CD selbst und trat als Vorgruppe für Lord of the Lost in Erscheinung. Nach einer weiteren Umbesetzung benannte sich die Gruppe 2011 in „Canterra“ um. Sie begann 2014 mit Arbeiten an ihrem Debütalbum, welches über eine Crowdfundingkampagne und die Wacken Foundation finanziert wurde. Das Debüt First Escape wurde am 19. Februar 2016 auf dem Independent-Label Kick the Flame veröffentlicht. Im Anschluss an die Veröffentlichung tourte Canterra als Vorgruppe von Lacrimosa durch Deutschland.

## Stil
Die Symphonic Metal spielende Gruppe wird aufgrund ihrer Popularität in der Schwarzen Szene und ihres entsprechenden Auftretens auch unter dem Sammelbegriff Gothic Metal gehandelt. Dabei allerdings mit den Soloveröffentlichungen der ehemaligen Nightwish-Sängerin Tarja Turunen verglichen.

## Diskografie
- 2010: Echoes of Fear (EP, als Avatar im Selbstverlag)
- 2016: First Escape (Album, Kick the Flame)
- 2020: Heartmachine (Album)